# Begonia urdanetensis
Begonia urdanetensis là một loài thực vật có hoa trong họ Thu hải đường. Loài này được Elmer mô tả khoa học đầu tiên năm 1915.